# Yung and Bhad
Yung and Bhad è un singolo della rapper statunitense Bhad Bhabie, pubblicato il 30 agosto 2018 in collaborazione con le City Girls.

## Tracce
1. Yung and Bhad – 2:50